# Diplont
Diplont, diplobiont – organizm, którego cały cykl życiowy (z wyjątkiem fazy haploidalnych gamet) jest diploidalny. Oznacza to w praktyce, że jego komórki somatyczne zawierają w swoim genomie podwójny zestaw chromosomów homologicznych (oznaczany jako 2n). Diplontami są wszystkie tkankowce, a także niektóre brunatnice i okrzemki.
W cyklu życiowym diplontów wyróżnia się dwa organizmy:
- diploidalny sporofit (2n) – rozwija się z zygoty, wytwarza zarodnię, w której powstają zarodniki (w wyniku mejozy);
- haploidalny gametofit (1n) – rozwija się z zarodnika, wytwarza gamety (w wyniku mitozy).